# Hyde Park (condado de Lamoille, Vermont)
Hyde Park es una villa ubicada en el condado de Lamoille en el estado estadounidense de Vermont. En el año 2010 tenía una población de 462 habitantes y una densidad poblacional de 154 personas por km².

## Geografía
Hyde Park se encuentra ubicado en las coordenadas 44°35′42″N 72°36′54″O / 44.59500, -72.61500.

## Demografía
Según la Oficina del Censo en 2000 los ingresos medios por hogar en la localidad eran de $35,781 y los ingresos medios por familia eran $50,000. Los hombres tenían unos ingresos medios de $35,357 frente a los $26,016 para las mujeres. La renta per cápita para la localidad era de $22,790. Alrededor del 5.6% de la población estaba por debajo del umbral de pobreza.